# ارمنی‌بازار
ارمنی‌بازار (به لاتین: Erməni Bazar) یک منطقهٔ مسکونی در جمهوری آذربایجان است که در شهرستان آغ‌داش واقع شده‌است.